# Région de Plessur
La région de Plessur est une région du canton des Grisons en Suisse. 
Elle remplace depuis le 1er janvier 2016 le district de Plessur, dont elle reprend le périmètre, étendu à l'ancienne commune de Haldenstein issue du district de Landquart.

## Communes
| Nom        | N° OFS | Population (décembre 2022) |
| ---------- | ------ | -------------------------- |
| Arosa      | 3921   | +003 061,                  |
| Churwalden | 3911   | +002 121,                  |
| Coire      | 3901   | +038 129,                  |
| Total      | Total  | +043 614,                  |